# Tárrega
Para referirse al músico, ver Francisco Tárrega.
Tárrega (oficialmente en catalán Tàrrega) es un municipio y localidad española de la provincia de Lérida, en la comunidad autónoma de Cataluña. El término municipal, ubicado en la comarca de Urgel, de la que es capital, tiene una población de 18 542 habitantes (INE 2024), lo que lo convierte en el segundo municipio más poblado de la provincia. Las principales actividades económicas son el comercio y las industrias alimentarias y metalúrgicas.
Incluye los antiguos municipios de Claravalls, Figuerosa y Talladell. A su vez Claravalls incluía Santa María Montmagastrell. Por otra parte, Figuerosa se hallaba unido a Altet, que incluía Conill y Riudovelles.

## Geografía
Integrado en la comarca de Urgel, de la que ejerce de capital, se sitúa a 47 km de la capital provincial. El término municipal, que tiene una extensión de 88 km², está atravesado por la autovía del Nordeste A-2 entre los pK 505 y 512, además de por la antigua carretera N-II, por la carretera autonómica C-14, que une Montblanch con Artesa de Segre, y por las carreteras locales L-310, que permite la comunicación con Guisona, y LV-2021 que se dirige a Sant Martí de Río Corb. Los gentilicios de los habitantes de Tárrega en catalán son «targarí» y «targarina».
El relieve del municipio es predominantemente llano, aunque al oeste se encuentran algunas elevaciones que hacen de límite con la vecina comarca de Segarra. El río Ondara cruza el territorio de este a oeste y por el norte pasa el canal de Urgel. La altitud del municipio oscila entre los 505 m al sureste y los 305 m al noroeste. El pueblo se alza a 373 m sobre el nivel del mar.
| Noroeste: Tornabous, Barbens (exclave), Anglesola, Vilagrasa | Norte: Puigvert de Agramunt y Ossó de Sió | Noreste: Plans d'El Sió             |
| Oeste: Vilagrasa                                             |                                           | Este: Els Plans de Sió y Grañanella |
| Suroeste: Vilagrasa y Verdú                                  | Sur: Verdú                                | Sureste: Grañena de Segarra         |

### Clima
Tárrega tiene un clima mediterráneo continentalizado, con sequía estival y lluvias poco abundantes el resto del año, pero concentradas en muy pocos días de precipitación muy intensa. Las temperaturas son cálidas en verano y frías en invierno, con una escasa oscilación térmica diaria sobre todo en invierno.

## Historia

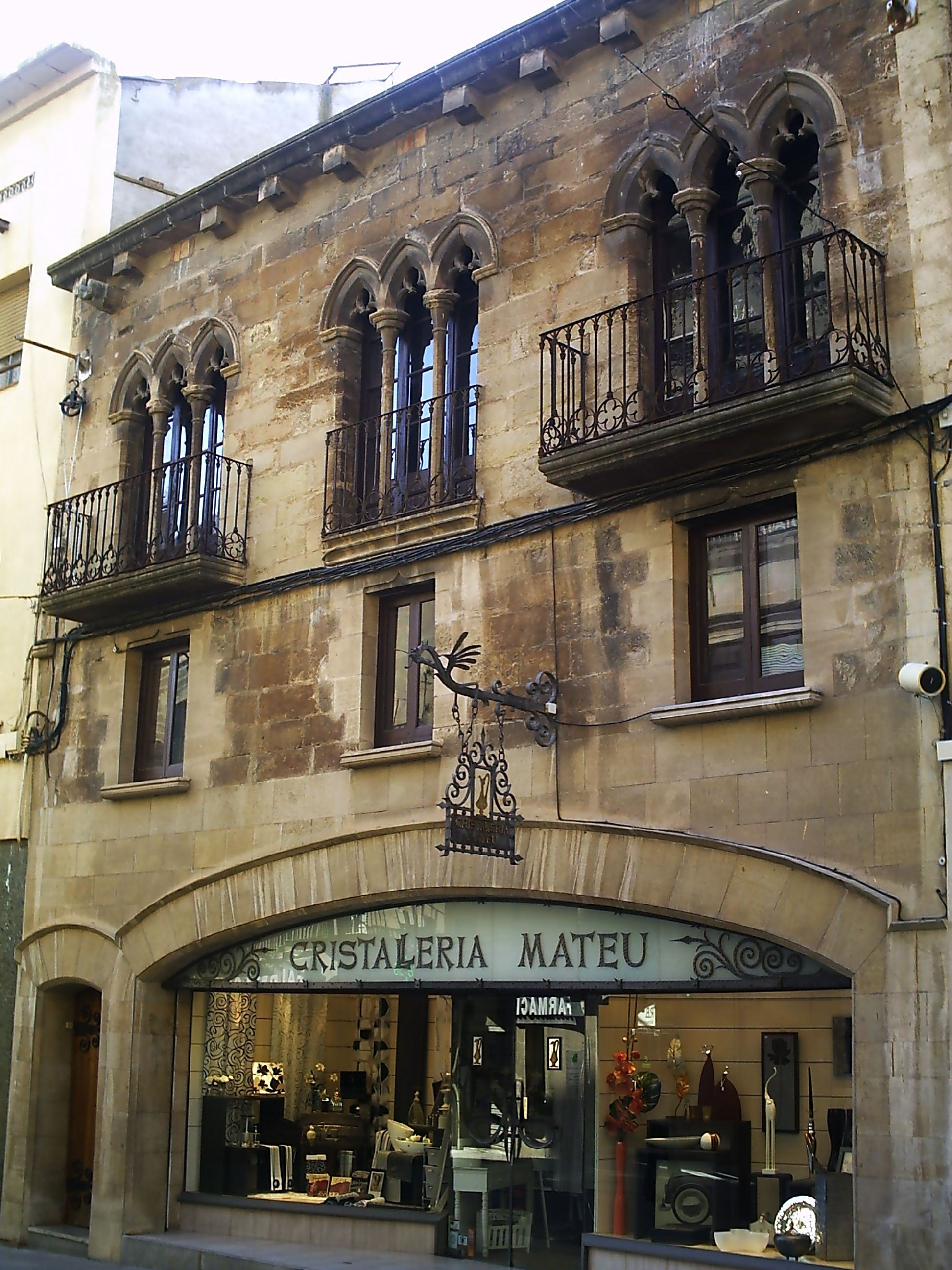
Edificio Gótico.

El origen del poblamiento estable de Tárrega corresponde a la época de dominio musulmán, cuando se construyeron el castillo y las murallas, en el siglo X. A mediados del siglo XI el conde de Barcelona Ramón Berenguer I conquistó su castillo a los musulmanes. Su estratégica situación favoreció el crecimiento durante la Edad Media, sobre todo hasta el siglo XIV.
La mayoría de las construcciones importantes, como la iglesia de San Antonio, el ayuntamiento o la iglesia del Carmen, fueron construidas durante el siglo XVII, época de influencia gótica.
Durante el siglo XIX vivió la inauguración de la línea de ferrocarril Manresa-Tárrega-Lérida (1862), la concesión del título de ciudad por Alfonso XII (1884), los inicios de construcción de una serie de infraestructuras básicas como la luz y el teléfono, y el desarrollo de las carreteras comarcales.

## Símbolos

Propuesta de escudo de Tárrega

### Escudo
En agosto de 2008, el Ayuntamiento de Tárrega propuso el siguiente blasón:

Escudo losanjado cuartelado: al 1º y al 4º, de oro con cuatro palos de gules, y al 2º y 3º, ajedrezado de oro y de sable. Por timbre, una corona mural de ciudad y por soporte una águila bicéfala de sable, picada, membrada y armada de oro y linguada de gules acolada detrás del escudo.

Escudo de Tárrega 1996-2008

Anteriormente, el escudo oficial de Tárrega era similar, aunque de diferente disposición:

Escudo losanjado cuartelado: 1º y 4º ajedrezado de oro y de gules; 2º y 3º de oro, 4 palos de gules. Por timbre, una corona mural de ciudad y por soporte una águila bicéfala de sable becada, membrada y armada de oro y linguada de gules acoplada detrás del escudo.

Bandera de Tárrega 1998-2008

Fue aprobado el 29 de julio de 1996 y publicado en el Diari Oficial de la Generalitat de Catalunya el 30 de agosto del mismo año. El escudo presenta, duplicadas, las armas de los Tárrega (ajedrezado de oro y de gules), señores del castillo de la ciudad, originario del siglo XI; y los cuatro palos del escudo de Cataluña: Tárrega estuvo ligada al Casal de Barcelona desde sus orígenes, y en 1522 pasó definitivamente a la Corona. El águila bicéfala, probablemente, es un privilegio concedido al municipio por el conde rey y emperador Carlos V.
La nueva propuesta fue publicada en el DOGC el 8 de agosto de 2008, y cambia la disposición del escudo, otorgando mayor importancia a las armas de Cataluña (primer y cuarto cuartel) y después a las armas señoriales, de los Tárrega o Urgel.

### Bandera

Propuesta de bandera de Tárrega

La bandera oficial desde 1998 hasta 2008 se define por el siguiente blasonamiento:

Bandera apaisada de proporciones dos de alto por tres de largo, cuartelada con el primer y cuarto cuarteles escacados de 24 piezas, seis horizontales y cuatro verticales, amarillas y rojas, y el segundo y tercero cuarteles amarillos con cuatro palos rojos.

Fue publicada en el DOGC de 31 de agosto de 1998. Sin embargo el 21 de julio de 2008, tal como ha sucedido con el escudo, el Ayuntamiento de Tárrega propuso la adopción de la siguiente bandera con un cambio en el orden de la composición de los colores de los cuarteles:

Bandera apaisada, de proporciones dos de alto por tres de largo, cuarterada con el primero y el cuarto cuarteles amarillos con cuatro palos azules, y el segundo y el tercer cuarteles escacados de 24 piezas, seis horizontales y cuatro verticales, amarillos y negros.

## Demografía
Cuenta con una población de 18 542 habitantes (INE 2024). 

### Evolución demográfica
| Gráfica de evolución demográfica de Tàrrega entre 1842 y 2021 |
| |
| Población de derecho según los censos de población del INE Población de hecho según los censos de población del INEEn estos censos se denominaba Tárrega y Ofegans: 1842 En estos censos se denominaba Tárrega: 1857, 1860, 1877, 1887, 1897, 1900, 1910, 1920, 1930, 1940, 1950, 1960, 1970 y 1981 Entre el censo de 1970 y el anterior, crece el término del municipio porque incorpora a 25531 (Claravalls) y 25542 (Figuerosa), 25581 (Talladell) |

### Área metropolitana
En torno a la ciudad de Tárrega, compuesta por veinte municipios, se conforman una serie de núcleos urbanos que dependen en algún sentido de las (según el proyecto) Áreas Urbanas de Cataluña 2009. Las cifras para el área metropolitana de Tárrega serían de 540 km², 35 000 habitantes y una superficie de 573,5 km², lo que supone una densidad de 58,85 hab/km².
Tárrega es definida como una ciudad casi policéntrica en la que se está haciendo todo lo posible para que lo sea de aquí a los quince años próximos. Tárrega tiene seis distritos, tiene el parque de San Eloi que hace que la ciudad sea más policéntrica y más bella.

## Gastronomía
La gastronomía tradicional de Tárrega se engloba dentro de la cocina española y catalana.

## Transportes

### Ferrocarriles

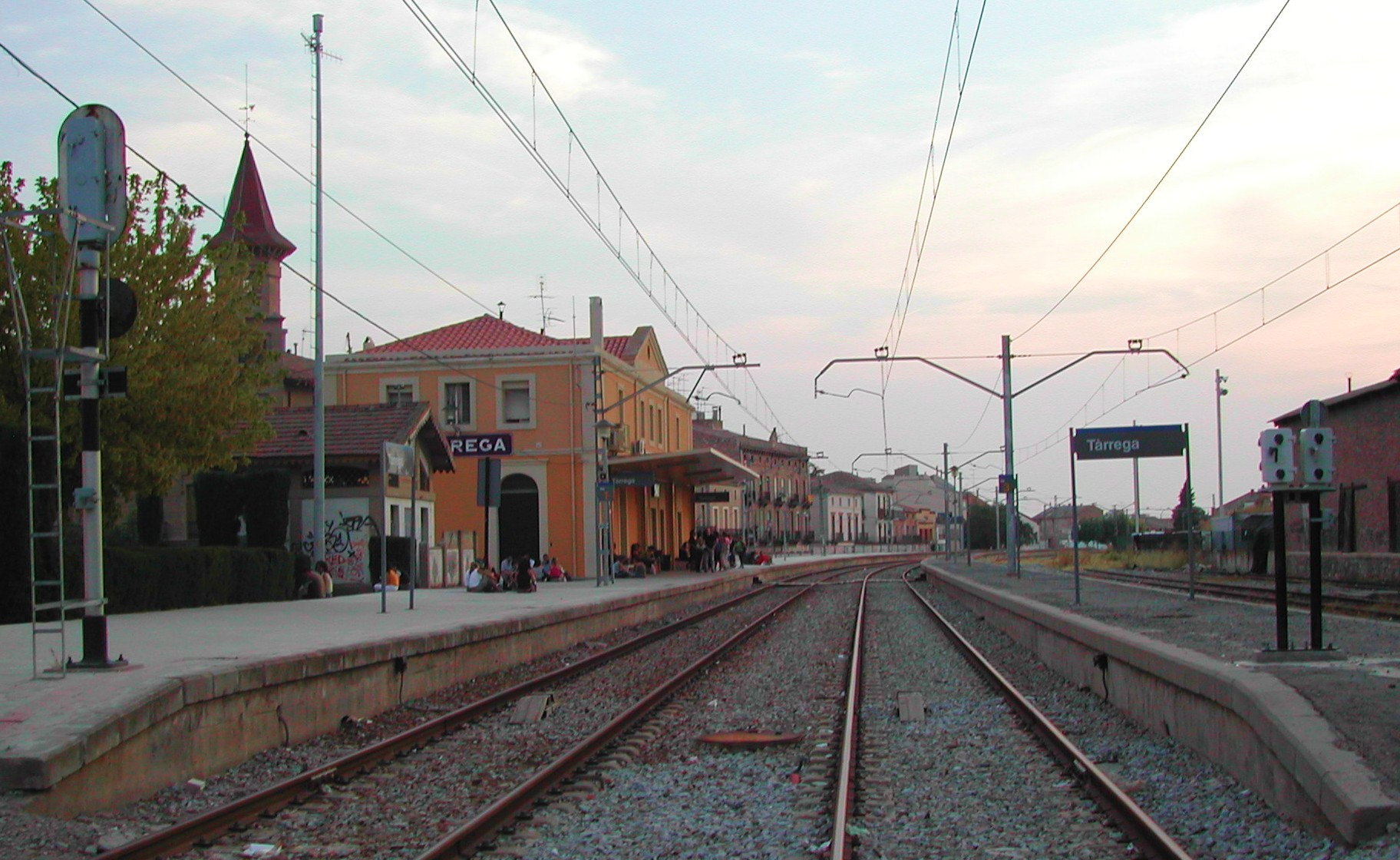
Estación de tren

Para moverse entre las distintas ciudades de la comarca del Urgel existen dos redes de transporte ferroviario. Una es el servicio de Cercanías Tárrega de RENFE, con una red de dos líneas, y unos 50 millones de desplazamientos anuales. La otra opción, que da servicio a poblaciones distintas, es el de Ferrocarriles de la Generalitat de Cataluña FGC, un servicio de trenes de cercanías operado y construido por la Generalidad de Cataluña.

### Autobuses
También existe una amplia red de autobuses urbanos e interurbanos que enlazan las distintas ciudades de la Comarca, y éstas con Tárrega.
La red de transporte público interno de Tárrega cuenta con la red del Autobús de Tárrega que llega a todos los rincones de la ciudad, compuesta actualmente por 28 paradas y 8,2 km, aunque está siendo ampliada.
Otro servicio de transporte público de la ciudad es el bus turístico, una flota de autobuses de un piso con rutas que tienen las estaciones en los principales puntos de interés turístico de la ciudad y servicio de guías que comentan los aspectos más interesantes de la ruta. Este servicio está integrado, y funciona con un sistema de billetes válidos para un día.

### Bicicleta
Tárrega cuenta con una red de carriles-bici de 7 km por toda la ciudad.

### Carreteras
Tárrega cuenta con una buena conexión con toda Cataluña, gracias a su situación (centro de la comunidad). Por su centro pasa la Nacional II (N-II) que ahora están reurbanizándola, y la carretera 14 (C-14) que pasa por la mitad de la ciudad verticalmente y ayuda a una mejor travesía.
- Autovía del Nordeste (A-2) Lérida-Tárrega-Barcelona
- Autopista del Nordeste (AP-2) Zaragoza-Lérida-Tárrega-Barcelona
- Nacional II (N-II)
- Carretera C-14 (C-14)
- Variante de la C-14 (C-14)
- LV- 2021 (calle Migdia, paseo del río)
- C-53 (carretera Balaguer)
- L-310 (carretera Guisona)
- Ronda de los Condes de Barcelona Ronda urbana

Distancias
La siguiente tabla muestra las distancias entre Tárrega y los pueblos más importantes de la provincia y de todas las capitales de la comunidad de Cataluña.
| Capitales | Distancia (km) | Ciudades  | Distancia (km) | Ciudades  | Distancia (km) | Ciudades  | Distancia (km) |
| --------- | -------------- | --------- | -------------- | --------- | -------------- | --------- | -------------- |
| Lérida    | 49,2           | Barcelona | 109            | Gerona    | 195            | Tarragona | 75             |
| Igualada  | 47,7           | Manresa   | 66,1           | Mollerusa | 22,7           | Reus      | 64,3           |
| Cambrils  | 80,9           | Puigcerdá | 160            | Balaguer  | 34,2           | Cervera   | 12,8           |

### Transporte aéreo
En enero de 2010 se puso en marcha el aeropuerto de Lérida-Alguaire, donde se podrán tomar vuelos nacionales, interprovinciales e internacionales. Situado a 50 km de Tárrega, y a 14 km de Lérida.

### Ferrocarriles
El ferrocarril que pasa por Tárrega es el del Eje Transversal Ferroviario donde podrán viajar mercancías y personas el año 2020. Tendrá un recorrido de alta velocidad desde Lérida hasta el aeropuerto de Gerona. Pasando por las ciudades de Lérida, Mollerusa, Tárrega, Cervera, Igualada, Manresa, Vich, Gerona y Martorell. También se juntará con las vías del AVE, donde llegarán vías hasta Toulouse .

## Economía
Tárrega ha sido durante algún tiempo una ciudad industrial por excelencia. Sectores de fabricación y de servicios se establecieron en la ciudad durante los siglos pasados. En la actualidad las fábricas se han ido desplazando hacia la periferia, lo cual ha permitido reconvertir de forma paulatina los antiguos barrios industriales en nuevas zonas residenciales y de servicio. Los sectores industriales más representativos de la economía en Tárrega son las industrias textil, automovilística, electrónica y de imprenta. En servicios Tárrega destaca por sus actividades logísticas, editoriales e informáticas.
El sector de los servicios es la principal actividad económica de la ciudad, donde predominan las pequeñas y medianas empresas. Algunas empresas con sede a la ciudad son Aceites Borges Pont S.A. o Ros Roca. El mercado semanal de los lunes reúne personas de todas las comarcas de la Urgel y las comarcas vecinas. La Feria de artistas y actividades tradicionales de Tárrega organiza exposiciones y salones.
Desde 1979, durante 3 o 4 días de septiembre, se celebra una muestra de artes escénicas, la Feria de Teatro Callejero; con representación de compañías teatrales y de espectáculos de todo el país. Unos días más tarde, Tárrega acoge la Feria del Cazador, la cual se celebra desde hace pocos años.
En 2010 se inauguró el aeropuerto de Lérida, a 45 km. Existen planes para una conexión de la ciudad a Lérida, Mollerusa, Tárrega, Cervera, Igualada, Manresa, Vich, Gerona y Martorell mediante una línea ferroviaria de alta velocidad llamada Eje Transversal Ferroviario (Eix Transversal Ferroviari).

## Monumentos y lugares de interés
En el centro de la ciudad, se encuentra la plaza del Carme, más conocida como "el Patio", que acoge una estatua en homenaje al famoso compositor targarí Ramón Carnicer (1789-1855). Por la calle del Carme, una de las calles más antiguas de la ciudad, se encuentran varios edificios con soportales góticos y el Palacio románico de los Marqueses de la Floresta, construido en el siglo XIII. Más abajo se encuentra la Cristalería Mateu, que tiene una fachada gótica. Más abajo, encontramos la plaza Mayor, que acoge el ayuntamiento de la ciudad, la parroquia (del siglo XVII), el edificio modernista, del siglo XIX, de la Cámara de Comercio y el edificio de la Caja de Pensiones. El ayuntamiento tiene una fachada de inspiración renacentista, del año 1674. La calle Mayor acoge el Museo comarcal (siglos XVII y XVIII), que todavía conserva algunas salas nobles de los siglos XVIII y XIX. En la plaza de Sant Antoni se encuentra la iglesia de mismo nombre del siglo XVIII.
- Ayuntamiento (siglo XVII)

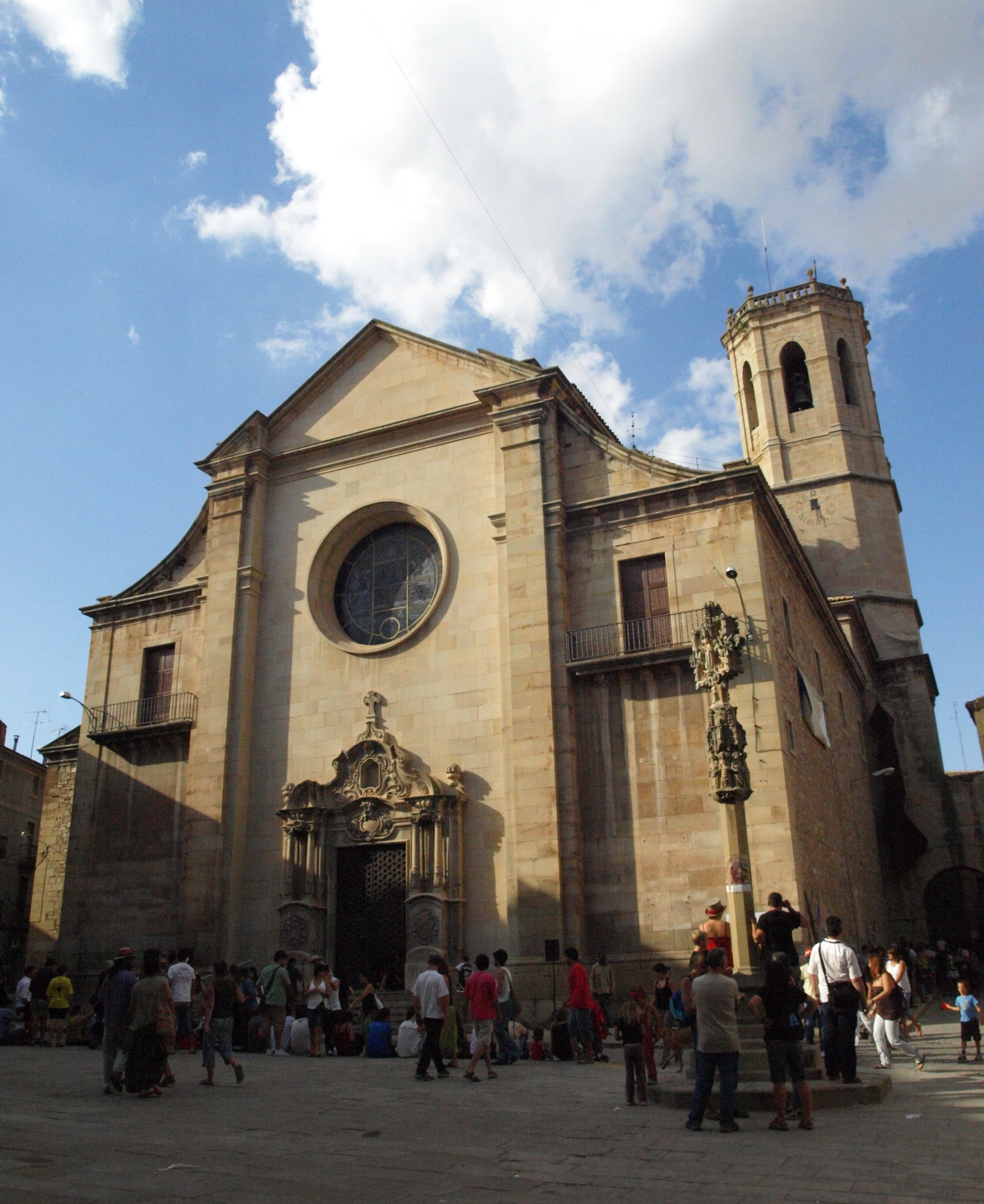
Santa María del Alba, en la plaza Mayor de Tárrega

- Iglesia de Santa María del Alba (siglo XVII)
- Hospital (1740)
- Parque de San Eloy
- Parque del Maset
- Palacio de los Marqueses de la Floresta (siglo XII)

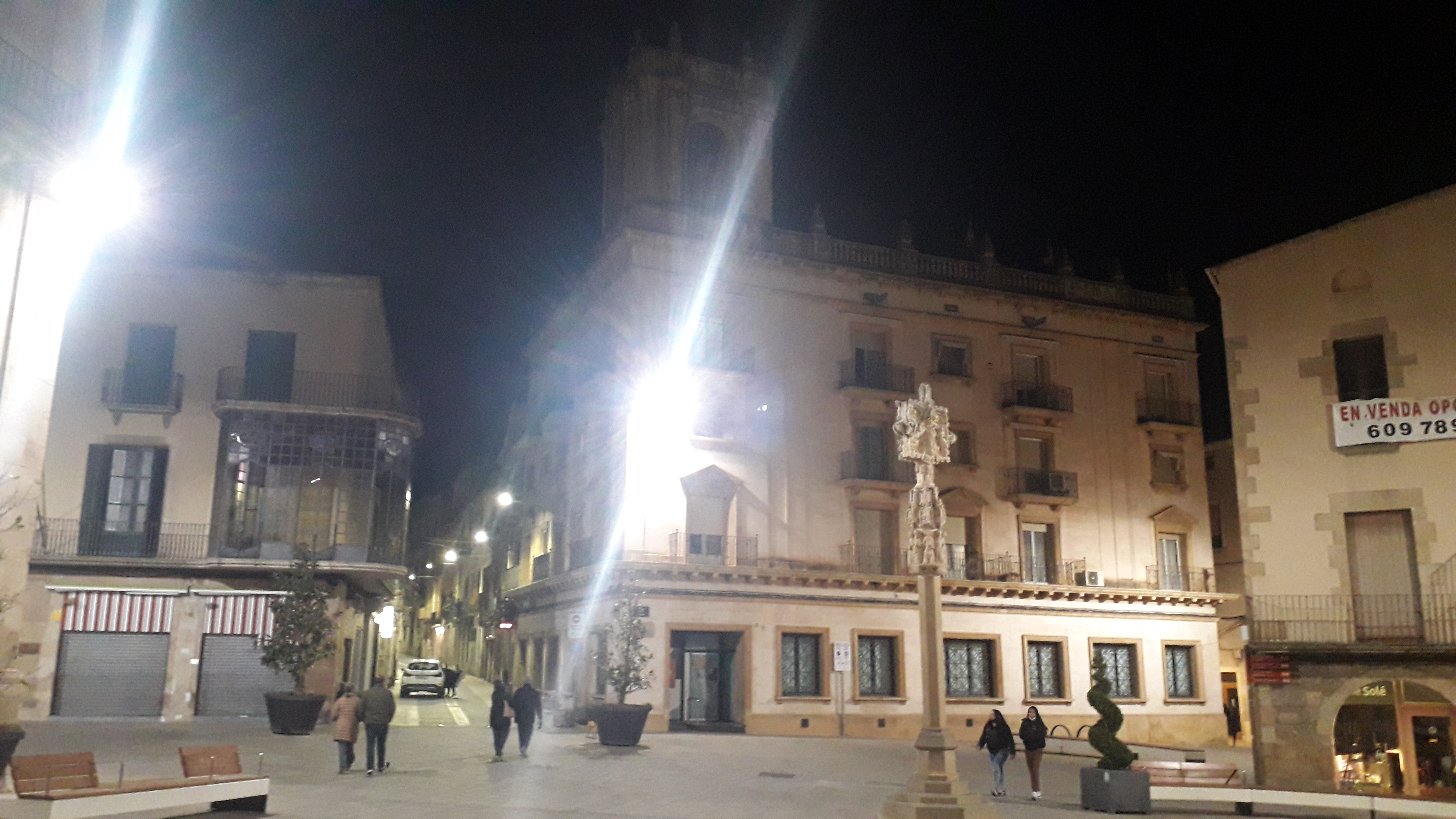
Tárrega

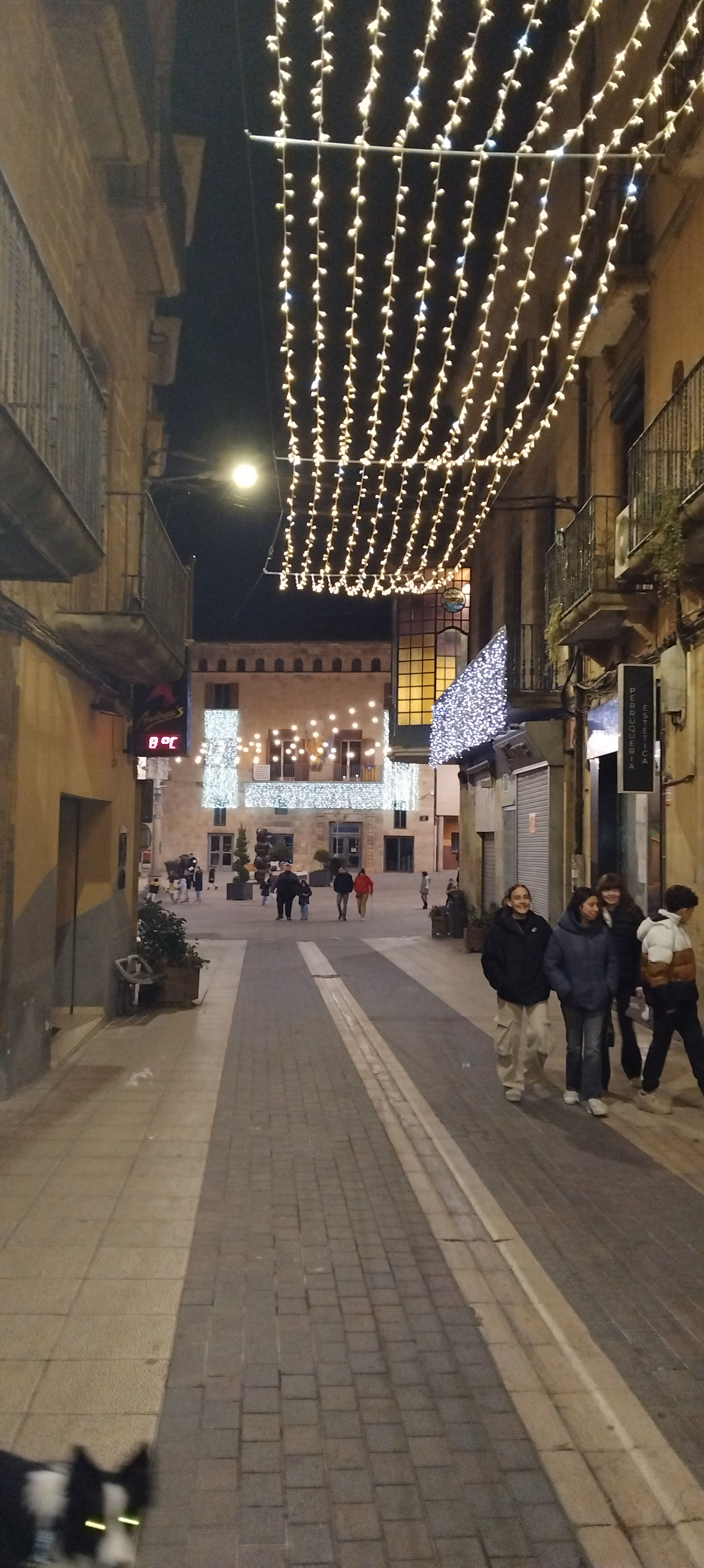
Casa al carrer Agoders, 3. Tarrega. Diciembre 2024

- Teatro Ateneo (1922)
- Archivo histórico comarcal
- Iglesia de la Merced
- Iglesia del Carmen
- Iglesia de San Antonio
- Cámara de Comercio (1886)
- Cruz de Patio

## Administración y política
| Partido político                             | 2019  | 2019       | 2019 |
| Partido político                             | %     | Concejales |      |
| Junts per Catalunya (JxCat)                  | 34,30 | 7          |      |
| Esquerra Republicana de Catalunya (ERC-MÉS)  | 24,16 | 5          |      |
| Candidatura d'Unitat Popular (CUP)           | 15,88 | 3          |      |
| Partido de los Socialistas de Cataluña (PSC) | 12,10 | 2          |      |

### Organización territorial

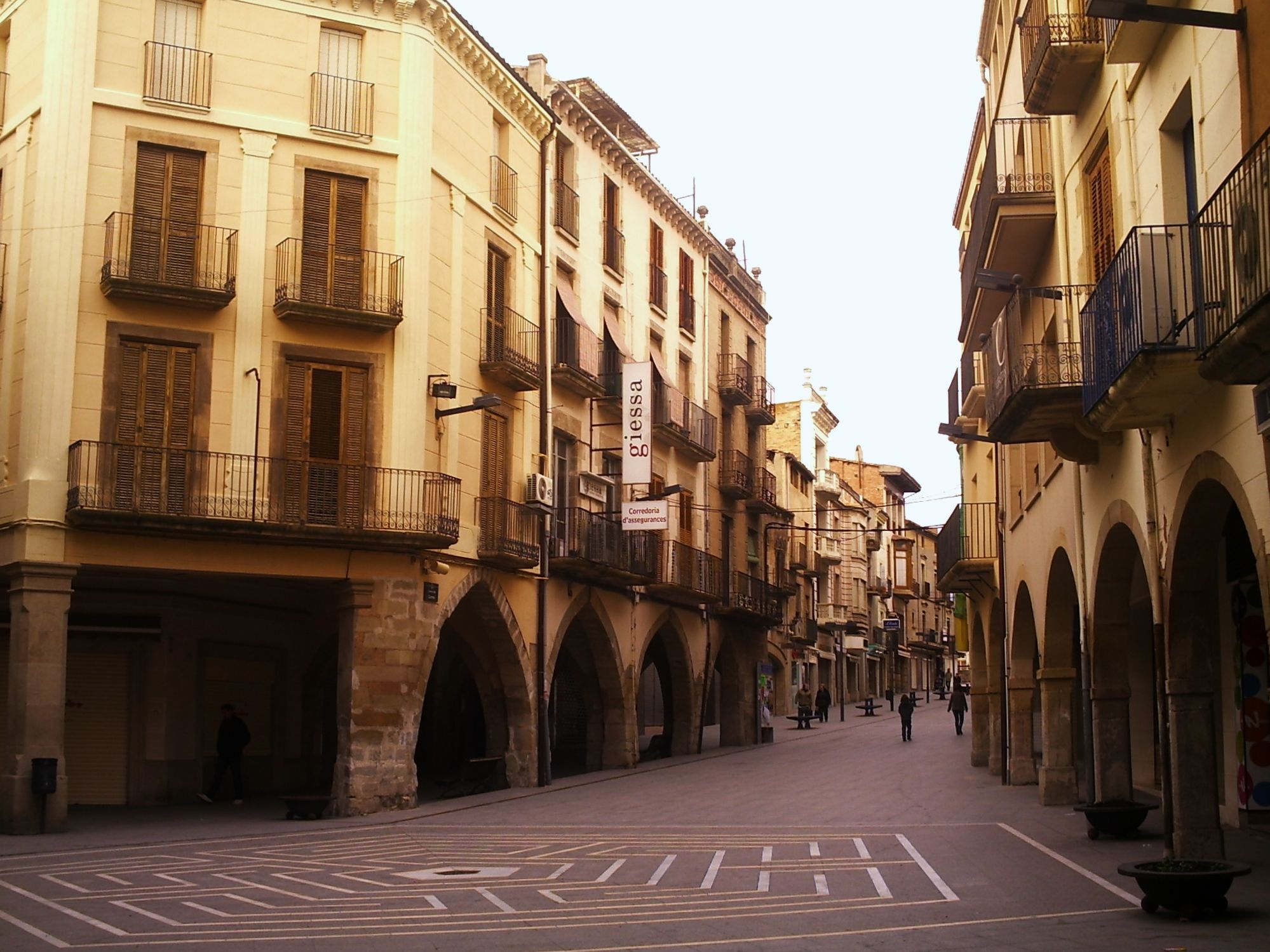
Distrito de Ciutat Vella.

Tárrega se divide administrativamente en seis distritos. Cada distrito funciona como un ente político con competencias propias, que ayudan a descentralizar la política de la ciudad y hace que los ciudadanos sientan la administración más cercana. La división territorial de los distritos responde a cuestiones geográficas o históricas de la ciudad. La mayoría de los distritos corresponden a puntos geográficos o históricos. Los ciudadanos más ancianos de Tárrega todavía identifican Tárrega únicamente con el distrito del Centro o la Ciutat Vella.
- El centre - Ciutat Vella. (Azul) Es el centro histórico de la ciudad. Corresponde a la zona territorial de la Tárrega antigua y central. Aglutina los barrios del siglo XX, el Gòtic, Antics Palaus.
- Ponent - El Ensanche. (Amarillo) Ocupa la planicie existente en el siglo XVIII entre el casco antiguo (Ciudad Vieja) y los distritos de Norte o San Eloi. Su urbanismo está caracterizado por una cuadrícula de calles perpendiculares y la diagonal. Aglutina los barrios de Fátima, La Diagonal, la Rambla de Cataluña, plaza Elíptica y Río Ondara oeste.
- Nord - San Eloi. (Rojo) Aglutina los barrios de La Vía, Pelegrí, San Eloi y La Ronda. Tiene el gran parque de San Eloi con 2 km cuadrados y la estación de tren RENFE.
- Nord Est - Carme. (Rosa) Aglutina los barrios de Escoles, el Carme y Oeste Riambau. Pasa por ella el Raval del Carmen, avenida de Barcelona, la plaza de Riambau y el cementerio.
- Llevant - Sol Ixent. (Marrón) Aglutina el barrio de Lacétania (Vía Lacétania), y los barrios de Sol Ixent, El mestre Güell, Este de Río Ondara, Avenida de Cervera, Rambla del Canalet.
- Sud - Maset. (Gris) Aglutina los barrios de la zona deportiva, Turón del Maset (urbanización), Institutos, el Circuito y el Hospital conjuntamente con la Escola de Sobreestants.

Distritos exteriores
- Industrial. Aglutina todos los parques industriales exceptuando el de la Canaleta que está en el Norte de Tárrega. Aquí en El Polígono de Riambau y el de Llevant incluye muchas naves de diferentes empresas.
- Talladell - Vila. Este es un distrito especial. Es un pueblo situado a 1 km de Tárrega. Aun no es un distrito oficial.

## Ciudades hermanadas
- Blaye (Francia, desde 1984).